# Lista krajów będących największymi producentami produktów rolnych
Produkcja i konsumpcja płodów rolnych ze względu na różnice klimatyczne i ekonomiczne poszczególnych regionów, jest zróżnicowana pod względem rozmieszczenia geograficznego. Produkcja niektórych produktów rolnych jest zmonopolizowana przez kilka krajów, podczas gdy inne są powszechne na całym świecie. Dla przykładu - Chiny były największym na świecie producentem pszenicy oraz ramii indyjskiej w 2013 i odpowiadały za 96% światowej produkcji ramii oraz 17% światowej produkcji pszenicy. Rankingi producentów produktów cechujących się bardziej zróżnicowaną dystrybucją geograficzną ulegają częstszym fluktuacjom.
Generalnie produkty rolnicze można podzielić na główne podgrupy: zboża, rośliny włóknodajne, rośliny opałowe oraz surowce roślinne. 

## Ranking krajów ze względu na ilość wytwarzanych płodów rolnych

### Zboża[1]
| Zboże     | Pierwszy          | Drugi  | Trzeci            | Czwarty    | Piąty     |
| --------- | ----------------- | ------ | ----------------- | ---------- | --------- |
| Jęczmień  | Rosja             | Niemcy | Francja           | Kanada     | Hiszpania |
| Gryka     | Rosja             | Chiny  | Ukraina           | Francja    | Polska    |
| Owies     | Rosja             | Kanada | Finlandia         | Polska     | Australia |
| Żyto      | Niemcy            | Rosja  | Polska            | Białoruś   | Ukraina   |
| Pszenżyto | Polska            | Niemcy | Francja           | Białoruś   | Rosja     |
| Pszenica  | Chiny             | Indie  | Stany Zjednoczone | Rosja      | Francja   |
| Ryż       | Chiny             | Indie  | Indonezja         | Bangladesz | Wietnam   |
| Kukurydza | Stany Zjednoczone | Chiny  | Brazylia          | Argentyna  | Ukraina   |
| Proso     | Indie             | Niger  | Chiny             | Mali       | Sudan     |
| Sorgo     | Stany Zjednoczone | Meksyk | Nigeria           | Indie      | Sudan     |

### Warzywa i rośliny oleiste[1]
| Roślina                    | Pierwszy          | Drugi             | Trzeci                   | Czwarty                  | Piąty             |
| -------------------------- | ----------------- | ----------------- | ------------------------ | ------------------------ | ----------------- |
| Sałata                     | Chiny             | Stany Zjednoczone | Indie                    | Hiszpania                | Włochy            |
| Dynia                      | Chiny             | Indie             | Rosja                    | Stany Zjednoczone        | Iran              |
| Fasola                     | Mjanma            | Indie             | Brazylia                 | Chiny                    | Meksyk            |
| Cebula                     | Chiny             | Indie             | Stany Zjednoczone        | Egipt                    | Iran              |
| Kapusta i inne kapustowate | Chiny             | Indie             | Rosja                    | Japonia                  | Korea Południowa  |
| Fasolka szparagowa         | Chiny             | Indonezja         | Indie                    | Turcja                   | Tajlandia         |
| Strączkowe                 | Indie             | Pakistan          | Kanada                   | Mjanma                   | Australia         |
| Kalafior i Brokuł          | Chiny             | Indie             | Włochy                   | Meksyk                   | Francja           |
| Bakłażan                   | Chiny             | Indie             | Iran                     | Egipt                    | Turcja            |
| Ziemniak                   | Chiny             | Indie             | Rosja                    | Ukraina                  | Stany Zjednoczone |
| Szpinak                    | Chiny             | Stany Zjednoczone | Japonia                  | Turcja                   | Indonezja         |
| Marchewka                  | Chiny             | Rosja             | Stany Zjednoczone        | Uzbekistan               | Ukraina           |
| Rzepa                      | Chiny             | Uzbekistan        | Rosja                    | Stany Zjednoczone        | Ukraina           |
| Ogórek                     | Chiny             | Turcja            | Iran                     | Rosja                    | Ukraina           |
| Pomidor                    | Chiny             | Indie             | Stany Zjednoczone        | Turcja                   | Egipt             |
| Papryka słodka             | Chiny             | Meksyk            | Turcja                   | Indie                    | Hiszpania         |
| Por i inne czosnkowe       | Indonezja         | Turcja            | Belgia                   | Francja                  | Korea Południowa  |
| Czosnek                    | Chiny             | Indie             | Korea Południowa         | Egipt                    | Rosja             |
| Glony                      | Chiny             | Korea Południowa  | Japonia                  | Filipiny                 | Norwegia          |
| Karczoch                   | Włochy            | Egipt             | Hiszpania                | Peru                     | Argentyna         |
| Szparagi                   | Chiny             | Peru              | Meksyk                   | Niemcy                   | Tajlandia         |
| Cukinia                    | Hiszpania         | Nowa Zelandia     | Meksyk                   | Maroko                   | Holandia          |
| Maniok                     | Nigeria           | Tajlandia         | Indonezja                | Brazylia                 | Angola            |
| Ciecierzyca                | Indie             | Australia         | Pakistan                 | Turcja                   | Mjanma            |
| Soja                       | Stany Zjednoczone | Brazylia          | Argentyna                | Chiny                    | Indie             |
| Imbir                      | Indie             | Chiny             | Nepal                    | Nigeria                  | Tajlandia         |
| Krokosz barwierski         | Indie             | Stany Zjednoczone | Meksyk                   | Etiopia                  | Kazachstan        |
| Pochrzyn                   | Nigeria           | Ghana             | Wybrzeże Kości Słoniowej | Benin                    | Togo              |
| Słodki ziemniak            | Chiny             | Nigeria           | Tanzania                 | Indonezja                | Uganda            |
| Okra                       | Indie             | Nigeria           | Irak                     | Wybrzeże Kości Słoniowej | Pakistan          |
| Rzepak                     | Kanada            | Chiny             | Indie                    | Francja                  | Niemcy            |
| Len                        | Kanada            | Chiny             | Rosja                    | Kazachstan               | Indie             |
| Słonecznik                 | Ukraina           | Rosja             | Argentyna                | Chiny                    | Rumunia           |
| Oliwki                     | Hiszpania         | Włochy            | Grecja                   | Turcja                   | Maroko            |
| Sezam                      | Mjanma            | Indie             | Chiny                    | Sudan                    | Tanzania          |
| Burak cukrowy              | Rosja             | Francja           | Stany Zjednoczone        | Niemcy                   | Turcja            |
| Trzcina cukrowa            | Brazylia          | Indie             | Chiny                    | Tajlandia                | Pakistan          |

### Grzyby
Większa część konsumpcji grzybów jest skoncentrowana w sześciu krajach znanych jako G-6 (USA, Niemcy, Wielka Brytania, Francja, Włochy i Kanada), gdzie skonsumowane zostaje 85% światowej produkcji. Do grzybów uprawianych na całym świecie zalicza się: pieczarki (31%), grzyby shiitake (24%), boczniaki (14%), uszaka bzowego (9%), pochwiaka wielkopochwowego (8%) oraz wiele innych, takich jak: morchella, płomiennica zimowa, Pholiota microspora, trufle, Tremella fuciformis, uszak Auricularia polytricha, żagwica listkowata, płomiennica zimowa, Lyophyllum shimeji, siedzuń sosnowy.
|                  | Pierwszy | Drugi  | Trzeci            | Czwarty  | Piąty  |
| ---------------- | -------- | ------ | ----------------- | -------- | ------ |
| Grzyby i trufle: | Chiny    | Włochy | Stany Zjednoczone | Holandia | Polska |

### Owoce[1]
| Owoce           | Pierwszy          | Drugi             | Trzeci            | Czwarty           | Piąty           |
| --------------- | ----------------- | ----------------- | ----------------- | ----------------- | --------------- |
| Morele          | Turcja            | Iran              | Uzbekistan        | Algieria          | Włochy          |
| Gruszki         | Chiny             | Stany Zjednoczone | Argentyna         | Włochy            | Turcja          |
| Winogrono       | Chiny             | Stany Zjednoczone | Włochy            | Francja           | Hiszpania       |
| Agrest          | Niemcy            | Rosja             | Polska            | Ukraina           | Czechy          |
| Brzoskwinie     | Chiny             | Włochy            | Hiszpania         | Stany Zjednoczone | Grecja          |
| Maliny          | Rosja             | Polska            | Serbia            | Stany Zjednoczone | Ukraina         |
| Śliwki          | Chiny             | Serbia            | Stany Zjednoczone | Rumunia           | Chile           |
| Truskawki       | Stany Zjednoczone | Turcja            | Hiszpania         | Egipt             | Meksyk          |
| Borówka wysoka  | Stany Zjednoczone | Kanada            | Polska            | Niemcy            | Holandia        |
| Kiwi            | Włochy            | Nowa Zelandia     | Chile             | Grecja            | Francja         |
| Porzeczki       | Rosja             | Polska            | Ukraina           | Austria           | Wielka Brytania |
| Żurawina        | Stany Zjednoczone | Kanada            | Białoruś          | Azerbejdżan       | Łotwa           |
| Jabłka          | Chiny             | Stany Zjednoczone | Turcja            | Polska            | Włochy          |
| Pigwa           | Turcja            | Chiny             | Uzbekistan        | Maroko            | Iran            |
| Arbuz           | Chiny             | Turcja            | Iran              | Brazylia          | Egipt           |
| Wiśnie          | Turcja            | Stany Zjednoczone | Iran              | Włochy            | Hiszpania       |
| Owoce granatu   | Indie             | Iran              | Turcja            | Hiszpania         | Tunezja         |
| Banany          | Indie             | Czad              | Uganda            | Filipiny          | Ekwador         |
| Mango           | Indie             | Chiny             | Tajlandia         | Indonezja         | Pakistan        |
| Kokosy          | Indie             | Filipiny          | Indonezja         | Brazylia          | Sri Lanka       |
| Trzcina cukrowa | Brazylia          | Indie             | Chiny             | Tajlandia         | Pakistan        |
| Figi            | Turcja            | Egipt             | Algieria          | Maroko            | Iran            |
| Pomarańcze      | Brazylia          | Stany Zjednoczone | Chiny             | Indie             | Meksyk          |
| Papaja          | Indie             | Brazylia          | Indonezja         | Nigeria           | Meksyk          |
| Ananasy         | Brazylia          | Filipiny          | Tajlandia         | Kostaryka         | Indonezja       |
| Cytryny         | Indie             | Meksyk            | Argentyna         | Chiny             | Brazylia        |
| Daktyle         | Egipt             | Iran              | Arabia Saudyjska  | Algieria          | Irak            |
| Awokado         | Meksyk            | Indonezja         | Dominikana        | Stany Zjednoczone | Kolumbia        |
| Guawa           | Indie             | Chiny             | Kenia             | Tajlandia         | Indonezja       |
| Chlebowiec      | Indie             | Bangladesz        | Tajlandia         | Indonezja         | Nepal           |

### Produkty mleczne[1]
| Produkt           | Pierwszy          | Drugi      | Trzeci | Czwarty  | Piąty   |
| ----------------- | ----------------- | ---------- | ------ | -------- | ------- |
| Mleko krowie      | Stany Zjednoczone | Indie      | Chiny  | Brazylia | Niemcy  |
| Mleko bawole      | Indie             | Pakistan   | Chiny  | Egipt    | Nepal   |
| Mleko kozie       | Indie             | Bangladesz | Sudan  | Pakistan | Mali    |
| Mleko owcze       | Chiny             | Turcja     | Grecja | Syria    | Rumunia |
| Mleko wielbłądzie | Somalia           | Kenia      | Mali   | Etiopia  | Nigeria |

### Napoje[1]
| Produkt | Pierwszy | Drugi             | Trzeci            | Czwarty   | Piąty    |
| ------- | -------- | ----------------- | ----------------- | --------- | -------- |
| Mleko   | Indie    | Stany Zjednoczone | Chiny             | Pakistan  | Brazylia |
| Herbata | Chiny    | Indie             | Kenia             | Sri Lanka | Wietnam  |
| Kawa    | Brazylia | Wietnam           | Indonezja         | Kolumbia  | Etiopia  |
| Wino    | Francja  | Włochy            | Stany Zjednoczone | Hiszpania | Chile    |
| Piwo    | Chiny    | Stany Zjednoczone | Brazylia          | Rosja     | Niemcy   |

### Mięso[1]
| Produkt     | Pierwszy          | Drugi             | Trzeci        | Czwarty   | Piąty      |
| ----------- | ----------------- | ----------------- | ------------- | --------- | ---------- |
| Kurczaki    | Stany Zjednoczone | Chiny             | Brazylia      | Rosja     | Meksyk     |
| Wołowina    | Stany Zjednoczone | Brazylia          | Chiny         | Argentyna | Australia  |
| Wieprzowina | Chiny             | Stany Zjednoczone | Niemcy        | Hiszpania | Brazylia   |
| Owce        | Chiny             | Australia         | Nowa Zelandia | Sudan     | Turcja     |
| Kozy        | Chiny             | Indie             | Pakistan      | Nigeria   | Bangladesz |
| Indyki      | Stany Zjednoczone | Brazylia          | Niemcy        | Francja   | Włochy     |
| Kaczki      | Chiny             | Francja           | Malezja       | Mjanma    | Wietnam    |

### Orzechy[1]
| Orzechy          | Pierwszy producent | Drugi producent   | Trzeci producent  |
| ---------------- | ------------------ | ----------------- | ----------------- |
| Migdały          | Stany Zjednoczone  | Australia         | Hiszpania         |
| Orzechy nerkowca | Wietnam            | Nigeria           | Indie             |
| Kasztany jadalne | Chiny              | Korea Południowa  | Turcja            |
| Orzechy laskowe  | Turcja             | Włochy            | Stany Zjednoczone |
| Orzeszki ziemne  | Chiny              | Indie             | Nigeria           |
| Pistacje         | Iran               | Stany Zjednoczone | Turcja            |
| Orzechy karite   | Nigeria            | Mali              | Burkina Faso      |
| Orzechy włoskie  | Chiny              | Iran              | Stany Zjednoczone |

### Przyprawy[1]
| Przyprawa          | Największy producent | Drugi producent |
| ------------------ | -------------------- | --------------- |
| Czarny pieprz      | Wietnam              | Indie           |
| Chilli             | Indie                | Chiny           |
| Cynamon            | Indonezja            | Chiny           |
| Goździki           | Indonezja            | Madagaskar      |
| Imbir              | Indie                | Chiny           |
| Gałka muszkatołowa | Gwatemala            | Indonezja       |
| Szafran            | Iran                 | Hiszpania       |
| Wanilia            | Indonezja            | Madagaskar      |

### Inne[1]
| Produkt      | Pierwszy                 | Drugi             | Trzeci    | Czwarty           | Piąty             |
| ------------ | ------------------------ | ----------------- | --------- | ----------------- | ----------------- |
| Kakao        | Wybrzeże Kości Słoniowej | Ghana             | Indonezja | Nigeria           | Kamerun           |
| Jaja         | Chiny                    | Stany Zjednoczone | Indie     | Japonia           | Meksyk            |
| Miód         | Chiny                    | Turcja            | Argentyna | Ukraina           | Rosja             |
| Tytoń        | Chiny                    | Brazylia          | Indie     | Stany Zjednoczone | Indonezja         |
| Chmiel       | Stany Zjednoczone        | Niemcy            | Etiopia   | Chiny             | Czechy            |
| Łubin        | Australia                | Polska            | Chile     | Rosja             | Południowa Afryka |
| Wyka         | Etiopia                  | Meksyk            | Turcja    | Rosja             | Hiszpania         |
| Nasiona maku | Turcja                   | Czechy            | Hiszpania | Francja           | Węgry             |

## Produkty niespożywcze

### Włókna naturalne i gumy[1]
| Włókna         | Pierwszy  | Drugi      | Trzeci            | Czwarty         | Piąty            |
| -------------- | --------- | ---------- | ----------------- | --------------- | ---------------- |
| Banan manilski | Filipiny  | Ekwador    | Kostaryka         | Indonezja       | Gwinea Równikowa |
| Włókno agawy   | Kolumbia  | Meksyk     | Nikaragua         | Ekwador         | Filipiny         |
| Bawełna        | Chiny     | Indie      | Stany Zjednoczone | Pakistan        | Brazylia         |
| Len            | Francja   | Belgia     | Białoruś          | Rosja           | Chiny            |
| Juta           | Indie     | Bangladesz | Chiny             | Uzbekistan      | Nepal            |
| Kapok          | Indonezja | Tajlandia  | brak danych       | brak danych     | brak danych      |
| Szczmiel biały | Chiny     | Laos       | Filipiny          | Brazylia        | brak danych      |
| Guma           | Tajlandia | Indonezja  | Wietnam           | Indie           | Chiny            |
| Jedwab         | Chiny     | Indie      | Uzbekistan        | Tajlandia       | Iran             |
| Sizal          | Brazylia  | Tanzania   | Kenia             | Madagaskar      | Chiny            |
| Wełna          | Chiny     | Australia  | Nowa Zelandia     | Wielka Brytania | Iran             |

### Rośliny ozdobne
| Roślina                            | Pierwszy  | Drugi             | Trzeci            | Czwarty  | Piąty     | Szósty          | Siódmy      |
| ---------------------------------- | --------- | ----------------- | ----------------- | -------- | --------- | --------------- | ----------- |
| Kwiaty i rośliny doniczkowe (2014) | Chiny     | Holandia          | Stany Zjednoczone | Japonia  | Włochy    | Niemcy          | Francja     |
| Storczyki (2010)                   | Japonia   | Stany Zjednoczone | Tajwan            | Chiny    | Brazylia  | Wielka Brytania | Tajlandia   |
| Storczyki cięte (2015)             | Tajlandia | Tajwan            | Holandia          | Japonia  | Włochy    | Polska          | brak danych |
| Róże cięte (2015)                  | Indie     | Chiny             | Ekwador           | Kolumbia | Kenia     | Meksyk          | Włochy      |
| Goździki cięte (2015)              | Chiny     | Kolumbia          | Włochy            | Włochy   | Turcja    | Meksyk          | Hiszpania   |
| Chryzantemy (2015)                 | Indie     | Chiny             | Japonia           | Meksyk   | Tajlandia | Włochy          | Tajwan      |
| Lilie cięte (2015)                 | Chiny     | Kenia             | Japonia           | Tajwan   | Holandia  | Meksyk          | Włochy      |
| Listowie cięte (2015)              | Chiny     | Włochy            | Holandia          | Japonia  | Irlandia  | Irlandia        | brak danych |

### Produkty drzewne[1]
| Drewno i jego produkty | Pierwszy          | Drugi             | Trzeci            | Czwarty | Piąty                         |
| ---------------------- | ----------------- | ----------------- | ----------------- | ------- | ----------------------------- |
| Paliwa drzewne*        | Indie             | Chiny             | Brazylia          | Etiopia | Demokratyczna Republika Konga |
| Drewno tartaczne       | Stany Zjednoczone | Chiny             | Kanada            | Rosja   | Niemcy                        |
| Panele drewniane**     | Chiny             | Rosja             | Stany Zjednoczone | Niemcy  | Brazylia                      |
| Papier i karton***     | Chiny             | Stany Zjednoczone | Japonia           | Niemcy  | Szwecja                       |
| Masa celulozowa****    | Stany Zjednoczone | Południowa Afryka | Kanada            | Szwecja | Austria                       |

*Paliwa drzewne: węgiel drzewny, drewno opałowe, pellety drzewne.
**Panele drewniane: sklejka, płyty wiórowe, płyty pilśniowe i fornir.
***Papier i karton: wszystkie typy papieru, w tym papier sanitarny i opakowaniowy.
****Rozpuszczalna masa celulozowa: celuloza wyekstrahowana z drewna z której wytwarza się włókna syntetyczne, celulozowe materiały polimerowe, lakiery i materiały wybuchowe.